# Super Formula 2025
La stagione 2025 della Super Formula è la cinquantatreesima edizione del più importante campionato giapponese per vetture a ruote scoperte, la tredicesima con la denominazione di Super Formula. La serie è iniziata l'8 marzo sul Circuito di Suzuka ed terminerà nello stesso circuito il 23 novembre.

## Calendario
Il calendario provvisorio è stato annunciato il 1° agosto 2024. Tutti i weekend di gara, ad eccezione di quelli ad Autopolis e Sportsland Sugo, saranno doppi, rendendo questo il calendario più lungo nella storia della Super Formula. La serie aveva originariamente pianificato la sua prima gara fuori dal Giappone dal 2004 con un round tenutosi all'Inje Speedium, in Sud Corea. Questi piani, tuttavia, sono stati cancellati nell'ottobre 2024. È stata la seconda volta che un round pianificato a Inje è stato cancellato.
| Round | Circuito               | Luogo           | Data        | Evento di supporto                                        |
| ----- | ---------------------- | --------------- | ----------- | --------------------------------------------------------- |
| 1     | Circuito di Suzuka     | Suzuka, Mie     | 8 marzo     | Super Formula Lights Honda N-One Owner's Cup              |
| 2     | Circuito di Suzuka     | Suzuka, Mie     | 9 marzo     | Super Formula Lights Honda N-One Owner's Cup              |
| 3     | Mobility Resort Motegi | Motegi, Tochigi | 19 aprile   | Porsche Carrera Cup Asia All Japan Road Race Championship |
| 4     | Mobility Resort Motegi | Motegi, Tochigi | 20 aprile   | Porsche Carrera Cup Asia All Japan Road Race Championship |
| 5     | Autopolis              | Hita, Oita      | 18 maggio   | Super Formula Lights Honda N-One Owner's Cup              |
| 6     | Fuji Speedway          | Oyama, Shizuoka | 19 luglio   | Kyojo Cup Porsche Carrera Cup Japan                       |
| 7     | Fuji Speedway          | Oyama, Shizuoka | 20 luglio   | Kyojo Cup Porsche Carrera Cup Japan                       |
| 8     | Sportsland SUGO        | Murata, Miyagi  | 10 agosto   | Porsche Carrera Cup Japan Honda N-One Owner's Cup         |
| 9     | Fuji Speedway          | Oyama, Shizuoka | 11 ottobre  | Kyojo Cup Honda N-One Owner's Cup                         |
| 10    | Fuji Speedway          | Oyama, Shizuoka | 12 ottobre  | Kyojo Cup Honda N-One Owner's Cup                         |
| 11    | Circuito di Suzuka     | Suzuka, Mie     | 22 novembre | Formula Regional Japanese Championship                    |
| 12    | Circuito di Suzuka     | Suzuka, Mie     | 23 novembre | Formula Regional Japanese Championship                    |

## Modifiche al regolamento
Dal 2025, i weekend di gara doppi prevedono due sessioni di prove libere da 60 minuti il venerdì, anziché un'unica sessione da 90 minuti. Le gare che si svolgono ad Autopolis e Sugo mantengono il formato precedentemente utilizzato per gli eventi a gara singola, con 90 minuti di prove libere prima delle qualifiche del sabato. Le gare del sabato si svolgono ora su una distanza ridotta di 165 km, mentre quelle della domenica, comprese quelle dei weekend di gara singola ad Autopolis e Sugo, si svolgono su 185 km. Queste gare più lunghe non prevedono più una finestra predeterminata per la sosta ai box, mentre le gare più brevi mantengono la finestra preesistente.
È stata introdotta una restrizione all'attività dei team durante i weekend di gara per prevenire l'affaticamento del personale. I team sono ora tenuti a interrompere tutti i lavori svolti nel paddock quattro ore dopo la fine dell'ultima sessione, sebbene siano previste eccezioni in caso di gravi danni alle vetture in caso di incidenti.

## Team e Piloti
| Team                                 | Motore | No. | Piloti              | Gare   |
| ------------------------------------ | ------ | --- | ------------------- | ------ |
| Vantelin Team TOM’S                  | Toyota | 1   | Sho Tsuboi          | 1-5    |
| Vantelin Team TOM’S                  | Toyota | 37  | Sacha Fenestraz     | 1-5    |
| Kondo Racing                         | Toyota | 3   | Kenta Yamashita     | 1-5    |
| Kondo Racing                         | Toyota | 4   | Zak O'Sullivan      | 1-5    |
| Kids com Team KCMG                   | Toyota | 7   | Kamui Kobayashi     | 1-2, 5 |
| Kids com Team KCMG                   | Toyota | 7   | Seita Nonaka        | 3-4    |
| Kids com Team KCMG                   | Toyota | 8   | Nirei Fukuzumi      | 1-5    |
| docomo business ROOKIE               | Toyota | 14  | Kazuya Oshima       | 1-5    |
| Team Impul                           | Toyota | 19  | Oliver Rasmussen    | 1-2, 5 |
| Team Impul                           | Toyota | 19  | Seita Nonaka        | 1-2    |
| Team Impul                           | Toyota | 19  | Rikuto Kobayashi    | 3-4    |
| Team Impul                           | Toyota | 20  | Mitsunori Takaboshi | 1-5    |
| KDDI TGMGP TGR-DC                    | Toyota | 28  | Kazuto Kotaka       | 1-5    |
| KDDI TGMGP TGR-DC                    | Toyota | 29  | Hibiki Taira        | 1-5    |
| KDDI TGMGP TGR-DC                    | Toyota | 29  | Seita Nonaka        | TBC    |
| Sanki Vertex Partners Cerumo・INGING | Toyota | 38  | Sena Sakaguchi      | 1-5    |
| Sanki Vertex Partners Cerumo・INGING | Toyota | 39  | Toshiki Oyu         | 1-5    |
| Docomo Team Dandelion Racing         | Honda  | 5   | Tadasuke Makino     | 1-5    |
| Docomo Team Dandelion Racing         | Honda  | 6   | Kakunoshin Ohta     | 1-5    |
| Hazama Ando Triple Tree Racing       | Honda  | 10  | Juju Noda           | 1-5    |
| ThreeBond Racing                     | Honda  | 12  | Atsushi Miyake      | 1-5    |
| Team Mugen                           | Honda  | 15  | Ayumu Iwasa         | 1-5    |
| Team Mugen                           | Honda  | 16  | Tomoki Nojiri       | 1-5    |
| B-Max Racing Team                    | Honda  | 50  | Syun Koide          | 1-5    |
| PONOS Nakajima Racing                | Honda  | 64  | Ren Sato            | 1-5    |
| PONOS Nakajima Racing                | Honda  | 65  | Igor Omura Fraga    | 1-5    |

### Scuderie
La partecipazione, gestita congiuntamente da Inging Motorsport e Cerumo, ha visto l'aggiunta di un altro sponsor principale, oltre a Vertex Partners, con Sanki Shokai che si è unito: il team gareggia con il nome Sanki Vertex Partners Cerumo・Inging.
Il TGM Grand Prix ha subito cambiamenti sostanziali all'interno della sua organizzazione. Il team ha rescisso il contratto di fornitura motori con Honda ed è entrato a far parte di Toyota Gazoo Racing, unendosi a Rookie Racing come team junior Toyota e ricevendo motori Toyota. Il team, gestito congiuntamente da TGM e TOM'S, ha acquisito un nuovo sponsor principale nell'operatore di telecomunicazioni KDDI ed è entrato nella stagione 2025 con il nome KDDI TGMGP TGR-DC.
Un nuovo team è entrato nel campionato, il Triple Tree Racing, fondato da Hideki Noda, ex pilota di Formula 1 e padre di Juju Noda. Utilizza motori Honda ed è gestito dalla società di gestione di sport motoristici 4Minutes. La società di costruzioni Hazama Ando è stata confermata come sponsor principale della gara, con il team che corre sotto il nome di Hazama Ando Triple Tree Racing.
La Red Bull ha concluso la sua partnership con il Team Mugen dopo sette anni di cooperazione.
Il Team Impul ha aggiunto un altro sponsor principale nella società sussidiaria di Itochu, il rivenditore di auto usate Wecars, con il team che gareggia sotto il nome di Itochu Enex Wecars Team Impul.

### Piloti
Naoki Yamamoto si è ritirato dalla serie dopo 15 stagioni. Nakajima Racing ha promosso il suo pilota di riserva Igor Fraga, che ha trascorso il 2024 gareggiando nella classe GT300 del Super GT con Anest Iwata Racing with Arnage.
Il Team Impul ha una line-up completamente nuova, poiché il campione 2016 Yuji Kunimoto si è ritirato dalla serie dopo 14 stagioni e nessuno dei quattro piloti che hanno guidato la vettura numero 19 nel 2024 è tornato. Il team ha ingaggiato Oliver Rasmussen, che è arrivato 19° nella classe Hypercar del WEC con la Jota Sport nel 2024 e ha fatto il suo debutto nella serie, e il pilota ufficiale NISMO Mitsunori Takaboshi, che ha fatto il suo debutto per l'intera stagione dopo un'apparizione unica in Super Formula per il Team Impul nel 2021. Iori Kimura ha lasciato B-Max Racing dopo che Honda ha interrotto la sua collaborazione con lui. Si è unito al Team Mach nella classe GT300 del Super GT, mentre B-Max ha promosso il campione in carica della Super Formula Lights Syun Koide dalla propria squadra in quel campionato per sostituirlo.
Ukyo Sasahara ha lasciato la serie dopo cinque anni e tre stagioni a tempo pieno per concentrarsi sui suoi sforzi nel Super GT GT500 con il TGR Team Deloitte TOM'S. Il secondo classificato della Super Formula 2022 Sacha Fenestraz è tornato nella serie dopo un periodo di due anni in Formula E con Nissan per sostituirlo.
Kondo Racing ha sostituito Kazuto Kotaka, destinato al TGMGP, con l'ex pilota della Williams Academy Zak O'Sullivan, il quale si è trasferito in Giappone dopo essere arrivato 16° in Formula 2 con ART Grand Prix. Il TGMGP, recentemente rinominato, ha ingaggiato anche due nuovi piloti: Juju Noda e Hiroki Otsu hanno entrambi lasciato la squadra in seguito al passaggio dai motori Honda a quelli Toyota, con Noda passato al nuovo team Triple Tree Racing e Otsu che ha scelto di concentrarsi sui suoi sforzi nel Super GT GT500 con ARTA. Kazuto Kotaka si è unito al team dopo essere arrivato 14° con Kondo Racing nella sua seconda stagione nel 2024. Hibiki Taira, che ha guidato la vettura numero 19 del Team Impul in quattro occasioni nel 2024, ha completato la line-up del TGMGP e fa il suo debutto a tempo pieno nella serie.
Juju Noda si è unita al nuovo team Triple Tree Racing per la sua seconda stagione nel campionato, dopo aver concluso la sua stagione d'esordio con TGM Grand Prix al 21° posto.
Oliver Rasmussen è stato costretto a ritirarsi dai primi due round a Suzuka dopo aver subito la frattura di una vertebra lombare in un incidente nelle prove libere. Il sostituto di Rasmussen per le due gare è stato annunciato come pilota di riserva di TGMGP, Seita Nonaka, che si è classificato terzo in Super Formula Lights con TOM'S nel 2024, e ha fatto il suo debutto nella serie.
Kamui Kobayashi ha saltato la doppia gara al Motegi a causa di una concomitanza di calendario con la 6 Ore di Imola del WEC. Con Rasmussen ancora non autorizzato a gareggiare dopo il suo incidente al round di apertura, il Team Impul ha ingaggiato il secondo classificato della Super Formula Lights 2024, Rikuto Kobayashi, il quale fa il suo esordio nella serie.
Il 20 maggio, dopo sole 5 gare, il TGMGP decide di appiedare Hibiki Taira, il quale verrà declassato a pilota di riserva della Toyota: al suo posto viene ingaggiato per le successive 5 gare il pilota di riserva Seita Nonaka.

## Risultati
| Round | Circuito               | Pole position   | Giro più veloce | Pilota vincitore | Team vincitore               |
| ----- | ---------------------- | --------------- | --------------- | ---------------- | ---------------------------- |
| 1     | Circuito di Suzuka     | Tomoki Nojiri   | Ayumu Iwasa     | Kakunoshin Ohta  | Docomo Team Dandelion Racing |
| 2     | Circuito di Suzuka     | Tomoki Nojiri   | Ren Sato        | Tadasuke Makino  | Docomo Team Dandelion Racing |
| 3     | Mobility Resort Motegi | Tadasuke Makino | Sho Tsuboi      | Tadasuke Makino  | Docomo Team Dandelion Racing |
| 4     | Mobility Resort Motegi | Kenta Yamashita | Sho Tsuboi      | Kakunoshin Ohta  | Docomo Team Dandelion Racing |
| 5     | Autopolis              | Tomoki Nojiri   | Ayumu Iwasa     | Sho Tsuboi       | Vantelin Team TOM’S          |
| 6     | Fuji Speedway          |                 |                 |                  |                              |
| 7     | Fuji Speedway          |                 |                 |                  |                              |
| 8     | Sportsland SUGO        |                 |                 |                  |                              |
| 9     | Fuji Speedway          |                 |                 |                  |                              |
| 10    | Fuji Speedway          |                 |                 |                  |                              |
| 11    | Circuito di Suzuka     |                 |                 |                  |                              |
| 12    | Circuito di Suzuka     |                 |                 |                  |                              |

## Classifiche

### Punteggio
Gara
| Position | 1st | 2nd | 3rd | 4th | 5th | 6th | 7th | 8th | 9th | 10th |
| Points   | 20  | 15  | 11  | 8   | 6   | 5   | 4   | 3   | 2   | 1    |

Qualifica
| Position | 1st | 2nd | 3rd |
| Points   | 3   | 2   | 1   |

### Classifica piloti
| Pos | Pilota              | SUZ1 | SUZ1 | MOT | MOT | AUT | FUJ1 | FUJ1 | SUG | FUJ2 | FUJ2 | SUZ2 | SUZ2 | Punti |
| --- | ------------------- | ---- | ---- | --- | --- | --- | ---- | ---- | --- | ---- | ---- | ---- | ---- | ----- |
| 1   | Tadasuke Makino     | 10   | 1    | 1   | 23  | 6   |      |      |     |      |      |      |      | 65    |
| 2   | Kakunoshin Ohta     | 13   | 123  | 2   | 12  | 13  |      |      |     |      |      |      |      | 61    |
| 3   | Sho Tsuboi          | 4    | 2    | 4   | Rit | 1   |      |      |     |      |      |      |      | 51    |
| 4   | Ayumu Iwasa         | 2    | 32   | Rit | 3   | Rit |      |      |     |      |      |      |      | 41    |
| 5   | Tomoki Nojiri       | 71   | 41   | 9   | 10  | 21  |      |      |     |      |      |      |      | 39    |
| 6   | Ren Sato            | 3    | 6    | Rit | 12  | 4   |      |      |     |      |      |      |      | 24    |
| 7   | Igor Omura Fraga    | 18   | 5    | 3   | 9   | 8   |      |      |     |      |      |      |      | 23    |
| 8   | Kenta Yamashita     | 9    | 11   | 7   | 131 | 32  |      |      |     |      |      |      |      | 22    |
| 9   | Sena Sakaguchi      | 6    | 15   | 6   | 5   | 5   |      |      |     |      |      |      |      | 22    |
| 10  | Kamui Kobayashi     | 5    | 9    |     |     | 73  |      |      |     |      |      |      |      | 13    |
| 11  | Sacha Fenestraz     | 11   | 16   | 8   | 4   | 17  |      |      |     |      |      |      |      | 11    |
| 12  | Toshiki Oyu         | Rit  | 7    | Rit | 7   | 10  |      |      |     |      |      |      |      | 9     |
| 13  | Nirei Fukuzumi      | Rit  | 14   | 5   | 16  | 9   |      |      |     |      |      |      |      | 8     |
| 14  | Kazuya Oshima       | 13   | 10   | 10  | 6   | 15  |      |      |     |      |      |      |      | 7     |
| 15  | Zak O'Sullivan      | 8    | 22*  | 12  | 11  | Rit |      |      |     |      |      |      |      | 3     |
| 16  | Seita Nonaka        | 17   | 19   | 11  | 8   |     |      |      |     |      |      |      |      | 3     |
| 17  | Syun Koide          | 14   | 8    | 14  | 14  | 20  |      |      |     |      |      |      |      | 3     |
| 18  | Mitsunori Takaboshi | 12   | 20   | 15  | 19  | 11  |      |      |     |      |      |      |      | 0     |
| 19  | Kazuto Kotaka       | Rit  | 18   | 18  | 15  | 12  |      |      |     |      |      |      |      | 0     |
| 20  | Hibiki Taira        | 15   | 17   | 13  | Rit | 16  |      |      |     |      |      |      |      | 0     |
| 21  | Atsushi Miyake      | Rit  | 13   | 17  | 18  | 18  |      |      |     |      |      |      |      | 0     |
| 22  | Oliver Rasmussen    | WD   | WD   |     |     | 14  |      |      |     |      |      |      |      | 0     |
| 23  | "Juju"              | 16   | 21   | 19  | 17  | 19  |      |      |     |      |      |      |      | 0     |
| 24  | Rikuto Kobayashi    |      |      | 16  | Rit |     |      |      |     |      |      |      |      | 0     |
| Pos | Pilota              | SUZ1 | SUZ1 | MOT | MOT | AUT | FUJ1 | FUJ1 | SUG | FUJ2 | FUJ2 | SUZ2 | SUZ2 | Punti |

* – Indica i piloti ritirati ma ugualmente classificati avendo coperto, come previsto dal regolamento, almeno il 90% della distanza di gara.

### Classifica scuderie
| Pos | Squadra                              | SUZ1 | SUZ1 | MOT | MOT | AUT | FUJ1 | FUJ1 | SUG | FUJ2 | FUJ2 | SUZ2 | SUZ2 | Punti |
| --- | ------------------------------------ | ---- | ---- | --- | --- | --- | ---- | ---- | --- | ---- | ---- | ---- | ---- | ----- |
| 1   | Docomo Team Dandelion Racing         | 1    | 1    | 1   | 1   | 6   |      |      |     |      |      |      |      | 116   |
| 1   | Docomo Team Dandelion Racing         | 10   | 12   | 2   | 2   | 13  |      |      |     |      |      |      |      | 116   |
| 2   | Team Mugen                           | 2    | 3    | 9   | 3   | 2   |      |      |     |      |      |      |      | 67    |
| 2   | Team Mugen                           | 7    | 4    | Rit | 10  | Rit |      |      |     |      |      |      |      | 67    |
| 3   | Vantelin Team TOM’S                  | 4    | 2    | 4   | 4   | 1   |      |      |     |      |      |      |      | 62    |
| 3   | Vantelin Team TOM’S                  | 11   | 16   | 8   | Rit | 17  |      |      |     |      |      |      |      | 62    |
| 4   | Ponos Nakajima Racing                | 3    | 5    | 3   | 9   | 4   |      |      |     |      |      |      |      | 46    |
| 4   | Ponos Nakajima Racing                | 18   | 6    | Rit | 12  | 8   |      |      |     |      |      |      |      | 46    |
| 5   | Sanki Vertex Partners Cerumo・Inging | 6    | 7    | 6   | 5   | 5   |      |      |     |      |      |      |      | 31    |
| 5   | Sanki Vertex Partners Cerumo・Inging | Rit  | 15   | Rit | 7   | 10  |      |      |     |      |      |      |      | 31    |
| 6   | Kids com Team KCMG                   | 5    | 9    | 5   | 8   | 7   |      |      |     |      |      |      |      | 23    |
| 6   | Kids com Team KCMG                   | Rit  | 14   | 11  | 16  | 9   |      |      |     |      |      |      |      | 23    |
| 7   | Kondo Racing                         | 8    | 11   | 7   | 11  | 3   |      |      |     |      |      |      |      | 20    |
| 7   | Kondo Racing                         | 9    | 22*  | 12  | 13  | Rit |      |      |     |      |      |      |      | 20    |
| 8   | docomo business Rookie               | 13   | 10   | 10  | 6   | 15  |      |      |     |      |      |      |      | 7     |
| 9   | San-Ei Gen with B-Max                | 14   | 8    | 14  | 14  | 20  |      |      |     |      |      |      |      | 3     |
| 10  | Itochu Enex Wecars Team Impul        | 12   | 19   | 15  | 19  | 11  |      |      |     |      |      |      |      | 0     |
| 10  | Itochu Enex Wecars Team Impul        | 17   | 20   | 16  | Rit | 14  |      |      |     |      |      |      |      | 0     |
| 11  | KDDI TGMGP TGR-DC                    | 15   | 17   | 13  | 15  | 12  |      |      |     |      |      |      |      | 0     |
| 11  | KDDI TGMGP TGR-DC                    | Rit  | 18   | 18  | Rit | 16  |      |      |     |      |      |      |      | 0     |
| 12  | ThreeBond Racing                     | Rit  | 13   | 17  | 18  | 18  |      |      |     |      |      |      |      | 0     |
| 13  | Triple Tree Racing                   | 16   | 21   | 19  | 17  | 19  |      |      |     |      |      |      |      | 0     |
| Pos | Squadra                              | SUZ1 | SUZ1 | MOT | MOT | AUT | FUJ1 | FUJ1 | SUG | FUJ2 | FUJ2 | SUZ2 | SUZ2 | Punti |